# Ступа Рамаграма
Ступа Рамаграма — ступа, расположена в муниципалитете Рамграм в районе Параси в Непале. Это буддийское паломническое место, построенное около 2500 лет назад. Содержит реликвии Гаутама Будда.

## История
Родители Гаутамы Будды были из двух разных махаджанападов (царств). Солнечной династии — его отец (Шуддходана) принадлежал к царству Шакья, а его мать (Майя) была из царства Колия. Согласно буддийским текстам, после Махапаринирваны Будды его кремированные останки были разделены и распределены между князьями. Каждый из князей построил ступу в своей столице или рядом с ней, в которой хранилась соответствующая часть пепла. Эти восемь ступ были расположены в:
1. Аллакаппа, поселение народа були . Точное местонахождение этого места в настоящее время неизвестно.[2]
2. Капилавасту, столица королевства Шакья[3] (расположение этой ступы является предметом некоторых споров; есть свидетельства того, что она действительно была построена в Пипрахве)[4]
3. Кусинара, столица королевства Малла[5]
4. Пава, крупный город королевства Малла
5. Раджагаха — крупный город королевства Магадха
6. Рамаграма, крупный город царства Колия (это поселение иногда называют Колиянагара)
7. Весали, столица королевства Ваджи

Примерно 300 лет спустя император Ашока открыл семь из этих ступ и удалил реликвии Будды (его целью было перераспределить реликвии на 84 000 ступ, которые он планировал построить по всей Империи Маурьев). Согласно легенде, царь змей охранял ступу Рамаграма и не позволил Ашоке раскопать реликвию.

## Статус всемирного наследия
Это место было добавлено в список Всемирного наследия Ориентировочного Перечень ЮНЕСКО 23 мая 1996 года в Культурную категорию.